# Signis Rádio
Signis Rádio é uma rede de emissoras de rádio brasileira de orientação católica. É administrada pela Signis Brasil, organização que abrange diversos meios de mídia católicos.

## História

### Antecedentes
Em 1960, foi criada a Rede Nacional de Emissoras Católicas (RENEC), que formaram um pool para transmitir pro Congresso Eucarístico Nacional de Curitiba (PR) e depois o Congresso Eucarístico Internacional de Munique, na Alemanha. Integravam a cadeia emissoras como a Rádio Vera Cruz, do Rio de Janeiro, e a Rádio 9 de Julho, de São Paulo, e a Rádio Aparecida.
No dia 28 de abril de 1976 foi criada a UNDA Brasil, União de Radiodifusão Católica, com sede em Porto Alegre. A palavra UNDA não era uma sigla, mas uma palavra latina que significa "onda", a forma de transmissão de rádio e televisão. Internacionalmente, a UNDA era sediada em Bruxelas e era ligada ao Conselho Pontifício para os Meios de Comunicação.
A Rádio Aparecida iniciou, em 1992, sua transmissão via satélite para reunir uma rede de emissoras pelo país. Inicialmente, a cadeia se chamava Igreja SAT. Os custos, porém, eram altos para a emissora gerar sozinha.

### Rede Católica de Rádio

Logotipo da Rede Católica de Rádio, usado até 2022

A Rede Católica de Rádio foi criada em 10 de novembro de 1994. Na assembleia de fundação, foram definidas três bases geradoras: Rádio Clube, de Curitiba; Rádio Difusora, de Goiânia, e a Rádio Aparecida. Com o tempo, somaram-se outras bases como a Rede Paulus Sat; Rede América, de Belo Horizonte; Rede Sul de Rádios, de Caxias do Sul; Rádio Canção Nova, de Cachoeira Paulista; Rádio Evangelizar, de Curitiba; e Rede Milícia Sat, de São Bernardo do Campo.
Em 1995, a Rede Católica de Rádio unia 170 emissoras em todo o país. De acordo com um levantamento feito pela rede, 67% das emissoras pertenciam a dioceses, 25% de congregações religiosas e 8% de movimentos carismáticos. Sua programação era composta de programas da Conferência Nacional dos Bispos do Brasil e do noticiário das dioceses.
A Rede Católica de Rádio chegou à cidade de São Paulo em 1996 após o presidente Fernando Henrique Cardoso devolver a Rádio 9 de Julho, cassada durante o período militar.
Em 1997, a CNBB reforçou a importância dos meios de comunicação durante sua 35ª Assembleia Geral ao usar o tema "Igreja e Comunicação Rumo ao Novo Milênio". Embora a mídia falava sobre uma resposta ao avanço dos movimentos evangélicos no rádio e na televisão, a CNBB apenas afirmava que o encontro tratava dos "desafios e possibilidades" da Igreja no Brasil. Na época, a Rede Católica de Rádio atingia 181 emissoras, sendo 27 só no estado de São Paulo.
No ano de 2002, a Rede Católica de Rádio atingia 350 afiliadas, sendo liderada pela Rádio Aparecida. Em 2003, a Rádio Aparecida criou a Rede Aparecida de Evangelização (RAE) que operava em parte com a RCR, mas com um funcionamento próprio. O programa Com a Mãe Aparecida, transmitido via satélite das 20 horas até as 5 horas do dia seguinte, era a sua principal atração. Por outro lado, como geradora da RCR, se identificava como Rede Aparecida de Comunicação. Isso causava confusão com os ouvintes, pois havia quatro identidades diferentes sendo usadas dependendo do horário. A partir de 2016, a Rede Aparecida de Evangelização e a Rede Aparecida de Comunicação tornaram-se a Rede Aparecida de Rádio, substituindo todas as identidades que a emissora usava quando estava em rede.
Em 2018, a Rádio Imaculada Conceição passou a ser a geradora do Jornal Brasil Hoje, principal jornalístico da RCR. Inicialmente, o jornalístico era produzido pela Rádio Difusora Pai Eterno, de Goiás. Nos anos 2000, era gerado pela Rádio Aparecida. Em 2 de março de 2020, passou a ser gerado pela Rádio Cultura, de Guarapuava (PR), para 40 emissoras.

### Signis Rádio
Desde 2010, as emissoras da União de Radiodifusão Católica foram absorvidas pela Signis Brasil - Associação Católica de Comunicação, que engloba não só emissoras de rádio, mas também outros meios de mídia católicos (televisão, impressos e internet). A Signis Brasil integra uma organização fundada em Bruxelas, em 2001, cujo nome é uma fusão das palavras latinas signo (sinal) e ignis (fogo), em referência do mover do Espírito Santo.
A marca Rede Católica de Rádio deixou de ser usada em 2022, sendo substituída pela Signis Rádio. A mudança aconteceu durante assembleia da Signis Brasil.

Em 4 de setembro de 2023, o Notícias em Trinta, jornalístico da Rádio Aparecida, passou a ser o principal noticiário da rede, substituindo o Jornal Brasil Hoje.